# Lellinge Grønsand Formationen
Lellinge Grønsand Formationen er en stærkt vekslende geologisk lagserie opbygget af ler, silt, sand og kalk af Paleocæn alder. Overordnet er der tale om en kystnær marin aflejring af Selandien alder (ca. 58 mill. år) karakteriseret ved indhold af mineralet glauconit, der kun dannes i det marine miljø.
De lerede partier i grønsandskalken er generelt uhærdnede, mens de mere siltede/merglede og sandede lag er svagt til stærkt hærdnede. Kalklagene er generelt stærkt hærdnede og i enkelte tilfælde forkislede.
De forskellige lithologier i grønsandskalken afspejler aflejringsforholdene under dannelsen. De meget lerede indslag er således aflejret under rolige forhold med ringe sedimentinput fra kysten, mens de sandede og kalkholdige lag indikerer større sedimentinput fra kystzonen.
Lellinge Grønsand Formationen er blandt andet blottet i bunden af Køge Å ved Lellinge.
Lellinge Grønsand Formationen udgør visse steder et væsentligt grundvandsmagasin.